# Carlos Romero (labdarúgó)
Carlos Romero (1927. szeptember 7. – 1999. július 28.) világbajnok uruguayi labdarúgócsatár.

## Pályafutása

### Klubcsapatban
1947 és 1962 között a Danubio labdarúgója volt.

### A válogatottban
1950 és 1956 között 11 alkalommal szerepelt az uruguayi válogatottban és négy gólt szerzett. Az 1950-es brazíliai világbajnokságon aranyérmes, az 1953-as Copa Amércián bronzérmes lett a csapattal.

## Sikerei, díjai
Uruguay
- Világbajnokság
  - aranyérmes: 1950, Brazília
- Copa América
  - bronzérmes: 1953, Peru